# Krummedige
Krummedige (Krummedike), er en holstensk uradelslægt, som allerede var kendt omkring 1100 tallet, slægten forgrenede sig i 1300 tallet til Danmark og Sverige, og den danske slægtlinje uddøde 1598.
Adelsslægten Krummedige stammer fra Ottenbüttel i Aspe Sogn, hvorefter slægten oprindeligt kaldtes Ottenbüttel, slægten antog senere navnet Krummedige, efter borgen Krummendiek ved Itzehoe, der i midten af den 13. århundredes tilhørte slægten, men i 1410 blev afhændet til Rantzow’erne. Et stort antal af slægtens medlemmer ligger i begravet i kirken, Ottenbüttel i Aspe Sogn.
Betegnende for Slægtens talrighed er de mange til den knyttede personlige tilnavne: Engel, Mildehand, Meseke, Leueselle, Stauerby, Blokesberg, Wittekop, Storm, Brøger, Krumkop, Tolner, Stiper, Weerd osv. Kun et af disse, Wittekop, blev et fast Slægtsnavn.

## Våben
Slægtens våbnet, var et lindetræ, der oftest angives grønt i Sølv-Felt, men efter en tegning fra 1445 er Lindetræet hvidt i blåt Felt. Det tilhørende Hjelmtegn var to vædderhorn, dog førte Hr. Henrik Krummedige til Valden to vesselhorn, Hr. Erik Krummedige, i 1541, snart et lindetræ, snart to lindekviste. Mærkeligt er det, at Hr. Nicolaus Meseke Krummedige og hans Broder Borkvard ikke førte lindetræet i deres skjold, men derimod de to vædderhorn og derunder en siddende fugl.
Våbenet gav anledning til en voldsom strid mellem ridderen Henrik Krummedige og ærkebiskop Birger Gunnersen.

## Historie
Da der før tiden 1450 kun haves de få, usikre og spredte angivelser om Slægtskabsforholdene, som kunne uddrages af samtidige dokumenter, må nærværende stamtavles ældre halvdel kun opfattes som et første forsøg på at samle denne talrige Slægt genealogisk.
Henrik Ottenbüttel Krummedige (født Ca. 1083) Foged på Ottenbüttel
Hasso Ottenbüttel Krummedige (født Ca. 1116) søn af Henrik Ottenbüttel Krummedige, gift med Sophie. Hasso beseglede i 1149 et af Hertug Henrik af Bayern til Klostret i Neumünster udstedt Gavebrev.
Henrik Busche Krummedige (født Ca. 1155 - død efter 1208) søn af Hasso Ottenbüttel Krummedige. Ridder af Ottenbüttel og Foged. Henrik Busche, nævnes 1201 og 1208, da Grev Albert gav Gods til Kirken i Bergedorf.
Volbrecht de Ottenbüttel Krummedige (omkr. 1195 - eft. 1247) søn af Henrik Busche Krummedige.
Eler de Ottenbüttel Krummedige (omkr. 1200 - eft. 1286) søn af Henrik Busche Krummedige. Hr. Eler de Ottenbüttel, Ridder, trættede 1236 med Provsten i Neumünster om Fogediet Horst, nævnes 1247 sammen med Volbrecht og Balduin Krummedige i et af Grev Johan udstedt Vidne, kaldes endnu 1257 Hr. Eler de Ottenbüttel, men 1261 Hr. Eler de Krummedige og sluttede da et Forlig med Provsten i Neumünster om en af ham opført bolig i Sognet Horst og Breitenburg.
Nicolaus de Ottenbüttel Krummedige (ca. 1230 - ca. 1290) søn af Eler de Ottenbüttel Krummedige. Ridder af Otterbüttel. Hr. Nicolaus de Ottenbüttel, var 1267 voldgiftsmand i en Strid mellem Hamborg og Hr. Otto von Barmstede, var 1281 Ridder og nævnes med sine Brødre.
Iven Krummedige (omkr. 1255 - eft. 1300) søn af Nicolaus de Ottenbüttel Krummedige. Grote Iven Krummedige, beseglede 1297 med Greve Johan, tjente 1298 blandt Staden Lübeck Lejetropper, blev 1300 af Bispen af Lübeck anklaget for Paven for at have øvet overgreb mod en Kannik.
Johan Krummedige (omkr. 1280 - eft. 1351) søn af Iven Krummedige. Grote Johan Krummedige, vistnok den Henneke K., som 1323 beseglede den holstenske Adels Forbund og 1342 i Lybækkernes klager kaldes, "Vorgeten Sone", ejedes. A. Brockdorff og Beidenfleth, vel den Johannes K., som 1348 med sin broder Iven og Johannes Leueselle for deres frænde lyder Krummediges sjæl gav renter af dennes søns, deres ,"Fætter" Eggert Krummediges Gods i Stelnow og Growel til Itzehoe Kloster, nævnes 1351 sammen med Iven Engel Krummedige.
Segebod Krummedige Se afsnittet længer nede
Lyder Krummedige (omkr. 1282 - omkr. 1349)søn af Iven Krummedige. Lyder Krummedige ejer af Krummedik
Hartvig Mildehand Krummerdige (omkr. 1287 - eft. 1358) søn af Iven Krummedige.
Ide Hartvigsdatter Krummedige (født eft. 1320 - eft. 1375, Tørning Slot, Haderslev amt) datter af Hartvig Mildehand Krummerdige. Gift 1: Marquard Wulf (død omkr. 1340) gift 2, Claus den ældre Limbek (omkr. 1310 - Før 1373, Tørning Slot)
Hennike Limbek født Før 1358 - 4. august 1404 på slagmarken i Ditmarsken, begravet Dominikaner Kirken i Meldorf, søn af Ide Hartvigsdatter Krummedige
Iven Krummedige (omkr. 1291 - eft. 1358) søn af Iven Krummedige.
Eler Krummedige (omkr. 1263 - eft. 1305) søn af Nicolaus de Ottenbüttel Krummedige
Hartvig Krummedige (omkr. 1265 - eft. 1305) søn af Nicolaus de Ottenbüttel Krummedige
Hartvig de Ottenbüttel Krummedige (Før 1267 - eft. 1350) søn af Eler de Ottenbüttel Krummedige. Hartvig nævnes 1267, var 1279 Ridder og nævnes da sammen med sin broder Hr. Hasso de Ottenbüttel , var 1280 Vidne, da Grev Johan stadfæstede Hamborgs Privilegier, forlenede 1281 med sine to brødre Kirken i Schenefeld med noget gods i Krummendik Sogn, levede 28. januar 1286.
Hasso de Ottenbüttel Krummedige (Før 1286 - eft. 1350) søn af Eler de Ottenbüttel Krummedige. Ridder Hasso Krummedige, beseglede 1313 sammen med sin broder til vitterlighed med Hertug Erik, nævnes 1322 i et forlig mellem Greverne Adolf og Johan, købte 1327 Holmis Lehn af Greve Gert, anklages 1342 sammen med Hr. Nicolaus og Hr. Hartvig Krummedige af Byen Hamborg, tiltræder 1345 et mellem Greverne og Staden Lübeck sluttet Forlig, beseglede 1350 til vitterlighed med Greve Johan.
Balduin de Ottenbüttel Krummedige(omkr. 1200 - eft. 1247) søn af Henrik Busche Krummedige.

### Slægten videre efter Segebod
Segebod Krummedige (født ca 1330 - eft. 1393) søn af søn af Johan Krummedige. Gift med Cecilie Skram til Rundtoft, (født 1342). Skriver sig til Mehlbeck og Løgismose (Baag Herred.), 1393 udstedtes et vidne om at han i sin tid med ære udløste sig af dansk Fangenskab
Eriks Krummedige (død 14. september 1439) søn af Segebod Krummedige. Gift første gang med Beata von Thienen (født 1360). Gift anden gang med Karen Hakonsdotter (Frille)
Margrete Eriksdotter (Krummedige) (1390-1451) datter af Erik Krummedig og Beata von Thienen. Gift først gang med rigsrådet Ture Stensson (Bielke), og gift anden gang med Drotsen Kristiern Nilsson Vasa
Bengt Turesson (Bielke) (1424-25) son af Margrete Eriksdotter og Ture Stensson (Bielke)
Ture Turesson (Bielke) (1425-90) son af Margrete Eriksdotter og Ture Stensson (Bielke)
Johan Kristersson (Vasa) (1426 - 1477) son af Margrete Eriksdotter og Kristiern Nilsson Vasa
Birgitta Kristiernsdotter (Vasa) (ca. 1420 - ca. 1473) datter af Margrete Eriksdotter og Kristiern Nilsson Vasa
Nils Kristersson (Vasa) son af Margrete Eriksdotter og Kristiern Nilsson Vasa
Elisabeth Eriksdotter (Krummedige) (født 1402) datter af Erik Krummedig og Beata von Thienen
Anna Eriksdotter (Krummedige) datter af Erik Krummedig og Beata von Thienen. Gift med Albrekt Utzesson Bydelsbak af Väderurhorn
Hebbla Albrektsdotter (Bydelsbak) (død 1484) datter af Anna Eriksdotter og Albrekt Utzesson Bydelsbak
Beata Albrektsdotter (Bydelsbak) datter af Anna Eriksdotter og Albrekt Utzesson Bydelsbak
Ebba Eriksdotter (Krummedige) (død 1465)datter af Erik Krummedig og Beata von Thienen. Gift med Karl Kristensson (Vasa), gift med Erik Nipertz
Kettil Karlsson (Vasa) søn af Ebba Eriksdotter og Karl Kristiernsson (Vasa)
Erik Karlsson (Vasa) søn af Ebba Eriksdotter og Karl Kristiernsson (Vasa)
Johan søn af Ebba Eriksdotter og Karl Kristiernsson (Vasa). Ridder ved Christian 1.'s kroning 1457, død ugift 1461
Beata Karlsdotter (Vasa) datter af Ebba Eriksdotter og Karl Kristiernsson (Vasa) gift 1454 med Bo Nilsson (Grip)
Margareta datter af Ebba Eriksdotter og Karl Kristiernsson (Vasa). Nonne i Vadstena kloster 1455, (død 1460)
Katarina Eriksdotter Nipertz datter af Ebba Eriksdotter og Erik Nipertz. Gift 1, med Erik Nilsson (Oxenstierna) og 2, med Laurens Axelsen Thott.
Cecilia Eriksdotter Nipertz datter af Ebba Eriksdotter og Erik Nipertz. Gift med Algot Eringisleson (Hammerstaätten).
Agnete Eriksdotter (Krummedige) (død 1452) datter af Erik Krummedig og Beata von Thienen. Gift med rigsrådet Sten Turesson (Bielke)
Hartvig Eriksson (Krummedige) (død 1480) son af Erik Krummedig og Beata von Thienen. Hartvig Eriksson blev 1445 fogde på Akershus og norsk rigsråd og var det danske partiets leder, samt blev i 1453 rigshofmester
Henrik Krummedige (født ca. 1464 - 1530) søn af Hartvig Krummedige og Karen Andersdatter Hack af Mogenstrup. Henrik Krummedige var i 1489 - 1503 fogde på Bohus og blev norsk rigsråd
Sophie Krummedige, (født 1500). Datter af Henrik Krummedige og Anne Rud, Sophie var gift med Eske Bille.
Otto Eriksson (Krummedige) son af Erik Krummedig og Beata von Thienen.
Mette Segebodsdatter Krummedige datter af Segebod Krummedige. Gift med Peder Jul af Sønderjylland 
Iver Jul af Sønderjylland (død eft. 1421) søn af Mette Segebodsdatter Krummedige
Thomas Jul af Sønderjylland (død før 1447) søn af Mette Segebodsdatter Krummedige
Elsabe Jul af Sønderjylland datter af Mette Segebodsdatter Krummedige
Elsif Pedersdatter Jul af Sønderjylland (død. eft. 1416) datter af Mette Segebodsdatter Krummedige
Kirstine Jul af Sønderjylland datter af Mette Segebodsdatter Krummedige
Troels Jul af Sønderjylland (født ca. 1370) søn af Mette Segebodsdatter Krummedige
Ingeborg Pedersdatter Jul af Sønderjylland datter af Mette Segebodsdatter Krummedige
Anne Segebodsdatter Krummedige datter af Segebod Krummedige. Gift med Hartvig Breide. Hartvig Breide, der 1397 afstod al sin hustrus arveret efter hendes fader, søster og broder, samt hvad hun kunde arve efter sin Moder, til hendes broder Erik, til hvem han 1400 udstedte et Gældsbrev.
Hartvigsdatter Breide datter af Anne Segebodsdatter Krummedige
Anna Hartvigsdatter Breide (død eft. 1462) datter af Anne Segebodsdatter Krummedige

## Væsentlige personer af slægten
- Erik Krummedige (død 1439) - hofmester.
- Albert Krummedige (ca. 1419 - 1489) - Biskop i Lübeck
- Henrik Krummedige (ca. 1464-1530) - rigsråd.
- Erik Krummedige (død 1541) - rigsråd.

## Slægtens Krummedige ejendomme
Ejendomme der har været i slægtens Krummedige besiddelse gennem tiderne.
- Sandholt
- Nebbegård
- Valdemars Slot
- Lykkesholm
- Alnarp slot
- Højbygaard
- Flenstofte
- Holbæk Slots Ladegård
- Hvidkilde
- Ellinge slot
- Vallens slot (svensk: Vallens slott)
- Rundtoft (tysk: Gut Rundhof)